# Drommahane
Drommahane är en ort i republiken Irland.   Den ligger i grevskapet County Cork och provinsen Munster, i den södra delen av landet, 220 km sydväst om huvudstaden Dublin. Drommahane ligger 115 meter över havet och antalet invånare är 872.
Terrängen runt Drommahane är platt åt nordost, men åt sydväst är den kuperad.Runt Drommahane är det ganska glesbefolkat, med 22 invånare per kvadratkilometer. Närmaste större samhälle är Mallow, 5,1 km nordost om Drommahane. Trakten runt Drommahane består i huvudsak av gräsmarker.